# Федорово (присілок, Ковернинський район)
Федорово (рос. Федорово) — присілок в Ковернинському районі Нижньогородської області Російської Федерації.
Населення становить 1 особу. Входить до складу муніципального утворення Большемостовська сільрада.

## Історія
Від 2009 року входить до складу муніципального утворення Большемостовська сільрада.

## Населення
1. Н/Д[2]